# Andrea Münzberg (Richterin)
Andrea Münzberg (geboren 29. November 1965) ist eine deutsche Chemikerin und Richterin. Sie ist seit 2008 Richterin am Bundespatentgericht in München.

## Beruflicher Werdegang
Andrea Münzberg schloss das Studium der Chemie mit dem Examen zur Diplomchemikerin ab und promovierte anschließend. Vor ihrer Ernennung zur Richterin kraft Auftrags am Bundespatentgericht 2008 war sie Regierungsdirektorin. Am 4. November 2009 wurde sie dort zur Richterin ernannt. Am Bundespatentgericht sind mehrheitlich naturwissenschaftlich ausgebildete Richter tätig.
Sie war dort von Anfang an weiteres technisches Mitglied in einem Technischen Beschwerdesenat.
Von 2014 bis 2017 war sie auch Mitglied des Präsidiums.
2017 wurde sie in dem Technischen Beschwerdesenat, in dem sie als weiteres technisches Mitglied saß, zusätzlich regelmäßige Vertreterin des Vorsitzenden und technisches Mitglied in einem Beschwerdesenat für Sortenschutzsachen.